# کالکین
کالکین (به انگلیسی: Calcein) با فرمول شیمیایی C۳۰H۲۶N۲O۱۳ یک ترکیب شیمیایی با شناسه پاب‌کم ۶۵۰۷۹ است. که جرم مولی آن ۶۲۲٫۵۵ گرم بر مول می‌باشد. 